# Эриксен, Аксель
Аксель Мартиниус Эриксен (норв. Axel Martinius Erichsen, 18 января 1883, Драммен — 22 марта 1965) — норвежский шахматист. Чемпион Норвегии (1922).

## Биография
Отец Эриксена был портным, уроженцем шведского города Дальсланд. Мать родилась в городе Мудум. Она умерла, когда Эриксену было 8 месяцев.
После окончания школы Эриксен работал бухгалтером. Увлекался рисованием.
Играть в шахматы начал в 1904 году под влиянием своего друга Х. К. Кристофферсена, впоследствии ставшего трехкратным чемпионом Норвегии. Вместе с Кристофферсеном и еще несколькими энтузиастами основал в Драммене шахматный клуб. Много лет был секретарем этого клуба. Первоначально клуб функционировал в формате еженедельных встреч в местном кафе. С 1917 года состоял в шахматном клубе «Christiania Schakselskap» (сейчас клуб «Oslo Schakselskap»).

## Спортивные результаты
| Год  | Город      | Соревнование                    | + | − | = | Результат | Место |
| ---- | ---------- | ------------------------------- | - | - | - | --------- | ----- |
| 1920 | Гётеборг   | Международный турнир (турнир С) | 5 | 2 | 6 | 8 из 13   | 5—6   |
| 1922 | Кристиания | Чемпионат Норвегии              |   |   |   |           | 1     |